# Мукерджі Абанінатх Троїлокович
Абанінатх (Абані) Троїлокович Мукерджі (бенг. মুখার্জি মুখার্জি, нар. 3 червня 1891, Джабалпур, Британська Індія — пом. 28 жовтня 1937, Москва, СРСР) — політолог індійський.

## Біографія
Син інженера. З юності був активним учасником Індійського національно-визвольного руху. За участь в антибританській демонстрації в 1905 був виключений з Calcutta High School. У тому ж році вступив до Індійської національно-революційної партії. У 1906–1907 роках навчався ткацтва в Бенгальському технічному інституті, звідки був виключений за політичну діяльність.
Працював помічником майстра з ткацтва на бавовняних фабриках та заводах в Індії, Японії (1910, 1915), на плантаціях у Сінгапурі (1917–1918), Індонезії (1918–1920).
В 1912 році був направлений до Німеччини для стажування, де зіткнувся з соціалістами. Повернувшись до Калькутти, приєднався до революційного руху. У 1915 році був відправлений до Японії за зброєю для революціонерів. Згідно з повідомленнями британської розвідки, був активним учасником Індо-німецької антибританської змови.
За революційну діяльність неодноразово зазнавав переслідувань. У жовтні 1915 — квітні 1917 років був ув'язнений у сінгапурську в'язницю Форт Каннінг, звідки здійснив успішну втечу. Вирушив на Яву в Голландській Ост-Індії, де жив до кінця 1919 року під ім'ям Дар Шахир. На Яві вступив у контакт з індонезійськими та голландськими революціонерами. Пізніше відвідав Амстердам, де зустрівся з С. Ю. Рутгерсом, який рекомендував його як делегат на Другий конгрес Комуністичного Інтернаціоналу (1920) у Петрограді.
З 1920 року — член РКП(б). У 1920–1921 роках працював у Комінтерні. У 1922–1924 роках — на підпільній роботі в Індії.
Повернувшись до СРСР, у 1925–1929 роках навчався в Інституті Червоної Професури.
З 1930 року — член президії Всесоюзної наукової асоціації сходознавства при ЦВК СРСР. В 1931 році був відряджений інститутом сходознавства АН СРСР в Астрахань з метою з'ясування характеру зв'язків між астраханськими калмиками та Індією в XVII-XVIII століттях. Після повернення виступив на засіданні кабінету з доповіддю про калмицько-індійську торгівлю. Планами кабінету передбачалося його у перекладі санскритських джерел з давньої історії Індії.
З 1932 року працював заступником голови Асоціації марксистів-сходознавців. Переїхав до Ленінграда, де був призначений заступником завідувача Індо-тибетського кабінету інституту сходознавства АН СРСР. У 1933 р. вибув зі складу інституту сходознавства АН СРСР, затримавшись у «тривалому відрядженні». Згодом жив у Москві. Працював професором кафедри історії Московського інституту сходознавства та кафедри історії колоніальних та залежних країн МДУ.
Займався перекладами текстів із «Ріґведи», «Махабхарати» та «Ману-Смріті», а також написів Ашоки для хрестоматії з давньої історії.
Репресований і зрештою заарештований 2 червня 1937 р. і за звинуваченням у шпигунстві розстріляний. Похований на полігоні НКВС «Комунарка» 28 жовтня 1937 р.
Реабілітований Верховною Радою СРСР 26 травня 1956 року.

## Родина
У 1920 році, перебуваючи в Росії, зустрівся й одружився з Розою Фітинговою, помічницею одного з особистих секретарів Леніна, Лідії Фотійової. Роза Фітінгов була членом РКП(б) з 1918 року. У сім'ї народилося двоє дітей: син, на ім'я Гора та дочка, на ім'я Майя. Гора Мукерджі загинув у 1942 році, борючись із фашистами у Сталінградській битві. Дружина Роза була пізніше перекладачем М. Роя.

## Вибрані публікації
- Індустріалізація Індії та зростання робітничого руху // КВП. 1922. № 2. С. 162-167;
- Сучасна Індія// Міжнародна літопис. 1925. № 6/7. С. 65-72;
- Розподіл доходу в Індії// Там же. 1925. № 10-11. С. 75-96;
- Білий терор в Індії. М., 1925;
- Огляд подій в Індії: (Екон. Причини інд.-мусульм. Боротьби) // МХіМП. 1926. № 4. С. 110-113;
- Аграрна криза та британська політика в Індії // Там само. 1927. № 12. С. 70-82;
- Аграрна Індія/Пер. з англ. рукопису С. Вольського. ред. Е. Б. Пашуканіс. М., 1928; Англія та Індія. М.; Л., 1929;
- Селянський рух в Індії. М., 1930;
- Селянський рух в Індії // СС. 1930. № 4/5. С. 3-24;
- Націоналістичний рух та криза в Індії // МХіМП. 1930. № 3. С. 78-93;
- Індія: Зб. ст. М., 1931 (ред., совм. з І.І. Рейснером та С. Яковлєвим);
- Індуська конституція: Демократія чи диктатура? // РН. 1933. № 7. С. 74-82;
- Аграрні відносини та криза сільського господарства в Індії // Матеріали з національно-колоніальних проблем. 1934. № 5. С. 36-64;
- Хрестоматія з давньої історії: Посібник для преп. пор. школи / За редакцією В. В. Струве. М., 1936. С. 102-121 (пер. текстів із санскриту).